# Zugazaea agyrioides
Zugazaea agyrioides är en svampart som beskrevs av Korf, Iturr. & Lizon 1998. Zugazaea agyrioides ingår i släktet Zugazaea, ordningen disksvampar, klassen Leotiomycetes, divisionen sporsäcksvampar och riket svampar.   Inga underarter finns listade i Catalogue of Life.